# Мянтюгар'ю
Мянтюгар'ю ( фін. Mäntyharju — муніципалітет (громада) в провінції Південна Савонія у Східній Фінляндії.
Розташований за 174 км від Гельсінкі, від Турку — за 271 км і 45 км на південь від міста Міккелі в західній околиці Фінського озерного району. Сусідить з муніципалітетами Гейнола, Гірвенсалмі, Коувола, Міккелі, Пертунмаа, Савітайпале.
Населення на 31 серпня 2017 становить 6060 осіб. Займає площу 1210,98 км, з яких 229,23 км² припадає на водну поверхню. Щільність населення становить 6,17 чол. / км².
Майже 67 відсотків мешканців муніципалітету живуть в адміністративному центрі Мянтюгар'ю.
У муніципалітеті переважає фінська мова.

## Відомі уродженці
- Антті Гяккянен (нар. 1975) — фінський громадський і політичний діяч, міністр юстиції Фінляндії (з 2017).

## Події
7 квітня 2018 із російської залізничної цистерни в результаті сходу з рейок складу в грунт вилилося близько 35 тисяч літрів метилтретбутилового ефіру, у результаті чого було завдано великої шкоди екології.